# Homenagem ao Marquês de Pombal
Homenagem ao Marquês de Pombal  foi publicado  no âmbito do primeiro centenário da morte do Marquês de Pombal no ano de 1882, sob a autoria da Grande Comissão Executiva do Primeiro Centenário do Grande Ministro, nomeada pelo Club de Regatas Guanabarense, no Rio de Janeiro, com um total de 18 páginas. Pertence à rede de Bibliotecas municipais de Lisboa e é considerado uma "raridade bibliográfica".